# Mécanicien Principal Lestin
Mécanicien Principal Lestin – francuski niszczyciel z okresu I wojny światowej. Jednostka typu Enseigne Roux. Okręt wyposażony w cztery kotły parowe opalane ropą i turbiny parowe. Zapas paliwa 175 ton. Od marca 1916 do kwietnia 1918 roku operował na Morzu Śródziemnym, później na Morzu Północnym. Z listy floty skreślony w 1935 roku. Złomowano w 1937 roku.